# Юровский, Юрий Ильич
Ю́рий Ильи́ч Юро́вский (настоящие имя и фамилия — Георгий Саруха́нов; 1894—1959) — российский, латвийский и советский актёр, театральный режиссёр, педагог. Народный артист СССР (1956). Лауреат двух Сталинских премий (1950, 1951).

## Биография
Родился 21 апреля (3 мая) 1894 года в Тифлисе (ныне — Тбилиси) в семье аптекаря. Армянин.
Сценическую деятельность начал в 1912 году в труппе Тифлисского русского театра «Артистическое общество» (ныне Тбилисский русский драматический театр имени А. С. Грибоедова). В те годы взял псевдоним — «Юрий Юровский».
С 1914 года работал в театрах Екатеринбурга, Москвы (Драматический театр Суходольских), Пензы, Ростова (в антрепризе у Н. И. Собольщикова-Самарина), Одессы. С 1919 года — в Харьковском театре у Н. Синельникова, где одновременно исполнял обязанности ассистента режиссёра. С 1920 года — в Передвижном театре Е. А. Полевицкой, сначала в Севастополе, затем с труппой театра около трёх лет гастролировал в Болгарии, Германии и Чехословакии. В Германии также снимался в кино.
С 1924 года — актёр и режиссёр Камерного театра Е. Н. Рощиной-Инсаровой в Риге.
В 1924—1926 годах руководил драматической студией, на базе которой в 1926 году был основан Рижский рабочий театр, в создании которого он принимал участие, а впоследствии поставил в нём ряд спектаклей (в 1934 году театр был закрыт).
С 1925 года — актёр и режиссёр Рижского театра русской драмы (в 1940—1958 годах — Государственный русский драматический театр Латвийской ССР).
Играл роли трагедийные и остросатирические. В своём творчестве стремился к глубокому раскрытию содержания сценического образа.
Окончил режиссёрские курсы у Ю. А. Завадского в ГИТИСе (Москва).
Ставил спектакли также в Театре драмы Латвийской ССР имени А. Упита (ныне Латвийский Национальный театр), а в 1936—1943 годах — и в Латвийском театре оперы и балета (ныне Латвийская национальная опера).
С 1932 года начал педагогическую деятельность: преподавал актёрское мастерство в различных латвийских театрах, а также в Государственном театральном институте Латвийской ССР (с 1951 года — театральный факультет Латвийской консерватории, ныне — Латвийская музыкальная академия имени Язепа Витола) в Риге.
С 1949 года — член Союза театральных деятелей Латвии.
Член КПСС с 1953 года.
Скончался 30 декабря 1959 года в Риге. Похоронен на кладбище Райниса.

## Звания и награды
- народный артист Латвийской ССР (1950)
- народный артист СССР (1956)
- Сталинская премия первой степени (1950) — за исполнение роли Отто Дитриха в фильме «Встреча на Эльбе» (1949)
- Сталинская премия второй степени (1951) — за исполнение заглавной роли в фильме «Жуковский» (1950)
- орден Трудового Красного Знамени
- орден «Знак Почёта»

## Творчество

### Роли в театре

#### АнтрепризаН. И. Собольщикова-Самарина(Ростов-на-Дону)
- «Горе от ума» А. С. Грибоедова — Молчалин
- «Бесприданница» А. Н. Островского — Цыган
- «На дне» М. Горького — Васька Пепел

#### Харьковский театрН. Н. Синельникова
- «Женитьба Фигаро» П. Бомарше — граф Альмавива
- «Мнимый больной» Мольера и М. Шарпантье — Клеант
- «Доходное место» А. Н. Островского — Жадов
- «Потонувший колокол» Г. Гауптмана — Генрих
- «Дурак» — Курт

#### Передвижной театр Е. Полевицкой
- «Дворянское гнездо» И. С. Тургенева — Паншин
- «Последняя жертва» А. Н. Островского — Дульчин
- «Дама с камелиями» А. Дюма-сына — Арман Дюваль
- «Накануне» И. С. Тургенева — Инсаров
- «Гроза» А. Н. Островского — Борис
- «Роман» Э. Шельдона — пастор Армстронг
- «Дни нашей жизни» Л. Н. Андреева — Константин
- «Екатерина Ивановна» Л. Н. Андреева — Стебелев

#### Камерный театр Е. Н. Рощиной-Инсаровой (Рига)
- «Идиот» по Ф. М. Достоевскому — Рогожин
- «Вера Мурцева» Л. Урванцова — Побяржин
- «Певец своей печали» О. Дымова — Иошка-музыкант

#### Рижский театр русской драмы
- 1926 — «Укрощение строптивой» У. Шекспира — Петруччо
- 1933 — «Комедианты Господина» по пьесе  М. А. Булгакова «Кабала святош». Постановка Р. Унгерна. Художники: С. Антонов и Ю. Рыковский — Мольер
- «Макбет» У. Шекспира — Макбет[2]
- «Король Лир» У. Шекспира — Король Лир
- «Волки и овцы» А. Н. Островского — Михаил Борисович Лыняев
- «Бесприданница» А. Н. Островского — Юлий Капитонович Карандышев
- «Дядя Ваня» А. П. Чехова — Михаил Львович Астров
- «Преступление и наказание» по Ф. М. Достоевскому — Родион Романович Раскольников
- «На дне» М. Горького — Васька Пепел
- «Сомов и другие» М. Горького — Сомов
- «Разлом» Б. А. Лавренёва — Артём Михайлович Годун
- «Беспокойная старость» Л. Н. Рахманова — Дмитрий Илларионович Полежаев
- «Князь Мстислав Удалой» И. Л. Прута — Комиссар
- «Купальщица Сюзанна» А. М. Упита — Клеберг
- «Любовь Яровая» К. А. Тренёва — Яровой
- «Горе от ума» А. С. Грибоедова — Чацкий
- «Кремлёвские куранты» Н. Ф. Погодина — Забелин
- «Маскарад» М. Ю. Лермонтова — Арбенин
- «Сёстры» Ю. П. Германа — профессор Пирогов
- «Тевье-молочник» Шолом-Алейхема — Тевье-молочник
- «Враги» М. Горького — Николай Скроботов
- «Шакалы» А. М. Якобсона — Самуэль Стил
- «Сонет Петрарки» Н. Ф. Погодина — Суходолов
- «Братья Карамазовы» по Ф. М. Достоевскому — Митя
- «Плоды просвещения» Л. Н. Толстого — Григорий
- «Отец Сергий» по Л. Н. Толстому — отец Сергий
- «Отцы и дети» И. С. Тургенева — Базаров
- «Три сестры» А. П. Чехова — Прозоров
- «Вишнёвый сад» А. П. Чехова — Петя Трофимов
- «Иванов» А. П. Чехова — Иванов
- «Без вины виноватые» А. Н. Островского — Незнамов
- «Женитьба Белугина» А. Н. Островского — Андрей, Кармин
- «На всякого мудреца довольно простоты» А. Н. Островского — Глумов
- «Светит, да не греет» А. Н. Островского — Рабачев
- «Глина в руках горшечника» Т. Драйзера — Исидор Бершанский
- «Дни портных в Силмачах» Р. Блауманиса — Алексис
- «Блудный сын» Р. Блауманиса — Крустыньш
- «В огне» Р. Блауманиса — Эдгар

### Постановки в театре

#### Камерный театр Е. Н. Рощиной-Инсаровой (Рига)
- «Мечта любви» А. Косоротова
- «Счастье» Брамсона
- «Певец своей печали» О. Дымова

#### Рижский театр русской драмы
- 1937 — «Платон Кречет» А. Е. Корнейчука
- 1955 — «В огне» Р. Блауманиса
- «Дядя Ваня» А. П. Чехова
- «Таня» А. Н. Арбузова
- «Так и будет» К. М. Симонова
- «Полковник Фостер признаёт себя виновным» Р. Вайяна
- «Скутаревский» Л. М. Леонова
- «Машенька» А. Н. Афиногенова
- «Пигмалион» Б. Шоу
- «Укрощение строптивой» У. Шекспира

#### Латвийский театр оперы и балета
- «Отелло» Дж. Верди
- «Пиковая дама» П. И. Чайковского

### Фильмография
- 1918 — Безупречная женщина
- 1918 — Валерия Бельмонт
- 1919 — Люди гибнут за металл — Белинский
- 1921 — Чёрная пантера (Германия) — художник Корней Каневич
- 1921 — Убийство в Грин-стрит (Германия)
- 1922 — Доктор Мабузе, игрок (Германия)
- 1922 — Вызов судьбе (Германия)
- 1922 — Буфетчица (Германия)
- 1922 — На окраине города (Германия)
- 1922 — Интриги мадам Поммерей (Германия)
- 1923 — Принцесса Suwarin (Германия)
- 1923 — Ночная буря (Германия)
- 1923 — Кукольный мастер из Кианг-Нинг (Германия)
- 1924 — Нибелунги: Зигфрид (Германия) — Священник
- 1924 — Нибелунги: Месть Кримхильды (Германия) — Священник
- 1932 — Друзья совести
- 1949 — Встреча на Эльбе — Отто Дитрих
- 1950 — Жуковский — Н. Е. Жуковский
- 1952 — Композитор Глинка — князь Виельгорский
- 1955 — К новому берегу — Кикрейзис